# Milly D'Abbraccio
Emilia Cucciniello (3 de novembre de 1964, Avellino, Campània) és una actriu porno italiana coneguda amb el pseudònim de Milly D'Abbraccio. Després de guanyar el 1978 el concurs de miss Teenager d'Itàlia va començar a treballar a la televisió en la retransmissió de Galassia 2 i vedet. També treballà al cinema i al teatre, però després va decidir acceptar les ofertes de Riccardo Schicchi per a esdevenir actriu porno a Diva Futura. Després de treballar en diverses pel·lícules decidí d'obrir la seva pròpia productora de hardcore. És germana de l'actriu de cinema i teatre Mariangela D'Abbraccio.
Va anunciar la seva candidatura en una llista del Partit Socialista d'Itàlia pel Municipi X, un barri de Roma, a les Eleccions generals italianes de 2008. No va ser escollida en l'escrutini final, aconseguint només 19 prefectures, amb el qual va aconseguir ser la cinquena en la llista de candidats del seu partit. Cap dels candidats de la seva llista va ser triat membre del Municipi X. Actualment viu a Anguillara Sabazia, un poble a la vora del llac de Bracciano.

## Filmografia
- Vediamoci chiaro (1984)
- Meglio baciare un cobra (1986)
- Il lupo di mare (1987)
- La trasgressione (1988)
- Intrigo d'amore (1988)
- College - Miniserie TV (1989)
- Amore, non uccidermi (1990)
- L'ultimo innocente (1992)
- Vedo nudo (1993)
- Taboo di una moglie perversa... (1993)
- Animalità... strane sensazioni (1994)
- Milly: Fine, Crazy and Fancy (1995)
- Doppio contatto anale (1995)
- Milly: Photo Live (1996)
- Una famiglia per pene (1996)
- C'era una volta il... bordello (1997)
- Paolina Borghese ninfomane imperiale (1998)
- La moglie bugiarda (1998)
- Anaxtasia - La principessa stuprata (1999)
- Sex Animals (2000)
- La professoressa di lingue (2001)
- L'avvocata del diavolo (2002)
- L'onorevole (2002)